# Elisabeth Pflanz
Elisabeth Pflanz, bekannt als Sarah Camp (Pseudonym), (* 11. Dezember 1946 in Rosenheim) ist eine deutsche Kabarettistin, Autorin, Regisseurin und Schauspielerin.

## Leben
Pflanz studierte Germanistik, Philosophie und Pädagogik und schrieb ihre Doktorarbeit über Sexualität und Sexualideologie des Ich-Erzählers in Günter Grass' Roman ‘Die Blechtrommel’. 1972 veröffentlichte sie ihre Lyriksammlung Hymne an einen Neger, die „dem schwarzen G.I. und seinen Frauen“ gewidmet war. Seit 1977 schreibt, inszeniert und spielt sie ihre Soloprogramme und satirischen Volkstheaterstücke, mit denen sie auf Tour durch den deutschsprachigen Raum geht. Es entstanden zudem Bearbeitungen von Werken Johann Nestroys und Eduardo De Filippos. Mit Preisen gewürdigt wurde Baukasten (1977), eine „bayrische Satire auf das Weihnachtsgeschäft“. Ihr Zweipersonenstück Das Fremdenzimmer wurde 1996 mit ihr und Erdal Merdan am Modernen Theater München uraufgeführt. Auch war sie als Regisseurin tätig und inszenierte Stücke von Friedrich Schiller und Stefan Zweig. Außerdem verfasst sie Drehbücher und tritt seit Ende der 1980er Jahre neben fortgesetzter Theaterarbeit ebenso jenseits eigener Produktionen vermehrt in Film und Fernsehen als Schauspielerin auf. Feste Serienrollen hatte sie in Die Hausmeisterin (1987 bis 1992), Stadt, Land, Mord! (2006 bis 2007), Mit Herz und Handschellen (2002 bis 2010), Franzi (2009 bis 2012) und München 7 (2004 bis 2013). Im Kino sah man sie u. a. in Filmen wie Bandits (1997), Aimée & Jaguar (1999), Kirschblüten – Hanami (2008).

## Filmografie (Auswahl)
- 1979: Der ganz normale Wahnsinn (Fernsehserie, eine Folge)
- 1986–1992: Die Hausmeisterin
- 1993: Leni
- 1993: Der Komödienstadel – Der siebte Bua
- 1996: Tatort – Schattenwelt
- 1999: Aimée & Jaguar
- 2000: Der Bulle von Tölz: Rote Rosen
- 2002–2003: Mit Herz und Handschellen
- 2003: Küssen verboten, Baggern erlaubt
- 2004, 2013–2016: München 7
- 2004: Polizeiruf 110: Die Maß ist voll
- 2005: Der Bulle von Tölz: Mord im Kloster
- 2006: Die Rosenheim-Cops – Bauernopfer
- 2006: Forsthaus Falkenau – Schatzsuche
- 2006–2007: Stadt, Land, Mord!
- 2009–2012: Franzi (Fernsehserie)
- 2010: Zimtstern und Halbmond
- 2011: Von Mäusen und Lügen
- 2012: Obendrüber, da schneit es
- 2015: Die Rosenheim-Cops – Der Tod schreibt mit
- 2015: Der Komödienstadel – Paulas letzter Wille
- 2016: Was im Leben zählt
- 2016: Moni’s Grill
- 2018: München Grill
- 2018: Winterherz – Tod in einer kalten Nacht
- 2019: Hartwig Seeler – Gefährliche Erinnerung
- 2020: Lassie – Eine abenteuerliche Reise
- 2021–2023: Dahoam is Dahoam (Fernsehserie)
- 2025: Tatort – Charlie (Fernsehreihe)

## Auszeichnungen
- 1977: tz-Rosenstrauß 77
- 1977: Förderpreis der Münchner Abendzeitung 77
- 1977:  Stern des Jahres für Satire der Münchner Abendzeitung
- 1981: Ernst-Hoferichter-Preis